# 菅野真道
菅野 真道（すがの の まみち、天平13年〈741年〉- 弘仁5年6月29日〈814年7月23日〉）は、奈良時代から平安時代初期にかけての公卿。津山守の子。姓は津連のち菅野朝臣。官位は従三位・参議。

## 出自
百済からの渡来人と伝えられる王辰爾の後裔。

## 経歴
光仁朝末の宝亀9年（778年）少内記に任じられ、桓武朝初頭の延暦2年（783年）外従五位下に叙せられる。この間、右衛士少/大尉・左兵衛佐といった武官や近江少目・同大掾・摂津介（摂津守）と畿内の地方官を歴任した。延暦4年（785年）安殿親王（のち平城天皇）の立太子にあたって、内位の従五位下に叙せられ、東宮学士に任ぜられる。延暦9年（790年）連から朝臣への改姓を上表し、居住地に因んで菅野朝臣の姓を賜与されている。
桓武天皇の信任が厚く、東宮学士の傍ら左大弁・左兵衛督・左衛士督と文武の要職を歴任する一方、造宮亮として平安京への遷都事業にも深く関与した。またこの間、延暦8年（789年）従五位上、延暦10年（791年）正五位下、延暦13年（794年）従四位下、延暦16年（797年）正四位下と順調に昇進し、延暦24年（805年）には参議として公卿に列した。延暦24年（805年）には桓武天皇の前で藤原緒嗣との間でいわゆる「徳政相論」を行い、農民の負担軽減のために軍事・造作を停止すべきとの緒嗣の主張に強く反対するが、天皇は緒嗣の主張を採択し、計画中であった蝦夷征伐と平安宮造宮の中止、および造宮職の廃止と木工寮への統合が決まった。
大同元年（806年）平城天皇の即位に際して正四位上に昇叙される。翌大同2年（807年）観察使制度の設立に伴い山陰道観察使、次いで大同4年（809年）従三位・東海道観察使に叙任。嵯峨朝の弘仁2年（811年）参議を致仕。弘仁5年（814年）6月29日薨去。享年74。最終官位は常陸守従三位。
真道は藤原継縄・秋篠安人と『続日本紀』の編纂を行い延暦16年（797年）に全40巻を完成させた。また、未完成に終わったが、桓武天皇の命により藤原内麻呂と共に格式の編纂を進めていたとされる。

## 官歴
注記のないものは『六国史』による。
- 宝亀9年（778年） 2月：少内記[5]
- 宝亀11年（780年） 日付不詳：近江少目[5]
- 延暦元年（782年） 日付不詳：右衛士少尉[5]
- 延暦2年（783年）  正月20日：外従五位下[5]。5月15日：近江大掾。日付不詳：左衛士少尉[5]
- 延暦3年（784年） 4月2日：右衛士大尉、近江大掾如故。11月6日：左兵衛佐
- 延暦4年（785年） 11月25日：従五位下、兼東宮学士
- 延暦7年（788年） 2月6日：兼伊予介。6月8日：兼図書助
- 延暦8年（789年） 正月6日：従五位上。3月16日：兼図書頭、
- 延暦9年（790年） 3月10日：兼伊予守。7月17日：津連から菅野朝臣に改姓
- 延暦10年（791年） 正月28日：兼治部少輔、東宮学士左兵衛佐伊予守如故。7月22日：正五位下
- 延暦11年（792年） 2月10日：兼治部大輔[5]。6月3日：兼民部大輔[5]
- 延暦13年（794年） 正月：正五位上[5]。7月：従四位下[5]
- 延暦14年（795年） 2月：左兵衛督、余官如元[5]
- 延暦15年（796年） 6月1日：兼造宮亮[5]
- 延暦16年（797年） 正月：兼伊予守[5]。2月13日：正四位下。3月11日：左大弁、東宮学士左兵衛督伊勢守如元。9月4日：勘解由長官[5]
- 延暦17年（798年） 10月：左衛士督[5]
- 延暦20年（801年） 閏正月1日：兼相模守[5]
- 延暦22年（803年） 正月：兼但馬守[5]
- 延暦24年（805年） 正月14日：参議、左大弁東宮学士如元
- 延暦25年（806年） 正月28日：大宰大弐。5月18日：正四位上[5]
- 大同2年（807年） 4月16日：山陰道観察使[5]。6月8日：兼刑部卿[5]。11月15日：兼民部卿[5]
- 大同3年（808年） 6月28日：兼左大弁。11月4日：兼大蔵卿
- 大同4年（809年） 3月30日：従三位。4月3日：東海道観察使[5]。6月6日：兼宮内卿[5]。11月2日：兼大蔵卿[5]
- 大同5年（810年） 正月11日：兼近江守[5]。6月10日：参議[5]。7月20日：兼常陸守宮内卿[5]
- 弘仁2年（811年） 正月21日：参議を致仕
- 弘仁5年（814年） 6月29日：薨去（常陸守従三位）

## 系譜
- 父：津山守[5]
- 母：不詳
- 妻：秦蓑丸の娘[6]
  - 男子：菅野高世[6] - 歌人
- 生母不明の子女
  - 男子：菅野永岑[7]
  - 女子：菅野人数（?-863）[8] - 従三位、尚蔵
  - 女子：藤原山人室